# Ящероголовые
Ящероголовые (лат. Synodontidae) — семейство лучепёрых рыб из отряда аулопообразных (Aulopiformes).
Тело рыб почти цилиндрическое. Над концом анального плавника имеется небольшой жировой плавничок. Достаточно большие глаза снабжены вертикальными жировыми веками и расположены у верхнего переднего края головы, очень близко друг к другу. Слегка приплюснутая, с большим ртом, покрытая чешуёй голова этих рыб действительно очень похожа на голову ящерицы. Общая окраска тела большинства видов светло-коричневая, иногда с зеленоватым или красноватым оттенком, на боках есть большие тёмные или яркие пятна, широкие поперечные или узкие продольные полосы. Такая окраска делает этих рыб почти незаметными на фоне дна морских мелководий. Если что-нибудь привлекает внимание лежащей на дне рыбы, она поднимает голову и переднюю часть тела, готовясь схватить добычу; если же оказывается, что ей грозит опасность, она мгновенно зарывается в песок, оставляя на его поверхности только глаза.
Ящероголовые широко распространены в тропических и тёплых морях всех океанов, но, очевидно, нигде не бывают особенно многочисленны. Некоторые из них известны с довольно больших глубин, до 300—350 м и более. Большинство видов, однако, живёт у берегов, в районах с илистым или песчаным грунтом, у скал и рифов. Известны 4 рода с 70 видами. Большинство из них небольшие и не превышают в длину 25-30 см. Представители некоторых видов, однако, достигают значительно больших размеров, до 40-50 см.
Особенно широко распространён тупорылый ящероголов (Trachinocephalus myops), встречающийся у западных берегов Тихого океана от Хоккайдо и Гавайских островов до Австралии и островов Океании, в Индийском океане вдоль берегов Южной Азии и Восточной Африки и в Атлантическом океане в водах острова Св. Елены и у островов Центральной Америки и Флориды. Род зауриды (Saurida, 7 видов) заселяет прибрежные воды индо-тихоокеанской области, и один из его видов, заурида-эсо (S. undosquamis), недавно проник из Красного моря в Средиземное море. Наибольшее количество видов содержит род длиннорылых ящероголовов (Synodus), 5 видов которого живут у берегов Японии, 3 — чисто австралийские, 9 живут у западных берегов Америки от Калифорнии до Перу, 5 — у восточных берегов Америки от мыса Код и Флориды до Бразилии и один (S. saurus) — у берегов Южной Европы, в Средиземном море. Ящероголовые встречаются как в открытых берегов океана, так и в окраинных морях.
Мясо ящероголовых имеет низкие вкусовые качества, однако некоторые виды имеют весьма существенное значение в промысле донных рыб в Жёлтом, Восточно-Китайском и Южно-Китайском морях. Ловят такие виды ящероголовых, которые достигают 40-50 см длины и веса 1 кг: эсо (Saurida undosquamis), тумбиль (S. tumbil), восточная заурида (S. elongata), а также красный ящероголов (Synodus variegatus). Значительная часть японского улова этих рыб перерабатывается в рыбную пасту камабоко.

## Классификация
- Род Длиннорылые ящероголовы (Synodus)
  - Synodus amaranthus
  - Пятнистоносый ящероголов (Synodus binotatus)
  - Synodus capricornis
  - Ящероголов Фаулера (Synodus dermatogenys)
  - Ящероголов Доака (Synodus doaki)
  - Ящероголов Энглемана (Synodus englemani)
  - Ящероголов Эверманна (Synodus evermanni)
  - Synodus falcatus
  - Обыкновенный ящероголов (Synodus foetens)
  - Коричневый ящероголов (Synodus fuscus)
  - Synodus gibbsi
  - Хошинонский ящероголов (Synodus hoshinonis)
  - Индийский ящероголов (Synodus indicus)
  - Песочный ящероголов (Synodus intermedius)
  - Чернохвостый ящероголов (Synodus jaculum)
  - Synodus janus
  - Серый ящероголов (Synodus kaianus)
  - Synodus lacertinus
  - Synodus lobeli
  - Synodus lucioceps
  - Synodus macrocephalus
  - Большой ящероголов (Synodus macrops)
  - Synodus macrostigmus
  - Ящероголов-марчена (Synodus marchenae)
  - Synodus oculeus
  - Ящероголов Пойе (Synodus poeyi)
  - Synodus randalli
  - Synodus rubromarmoratus
  - Копьезубый ящероголов (Synodus sageneus)
  - Европейский ящероголов (Synodus saurus)
  - Гуавина (Synodus scituliceps)
  - Перуанский ящероголов (Synodus sechurae)

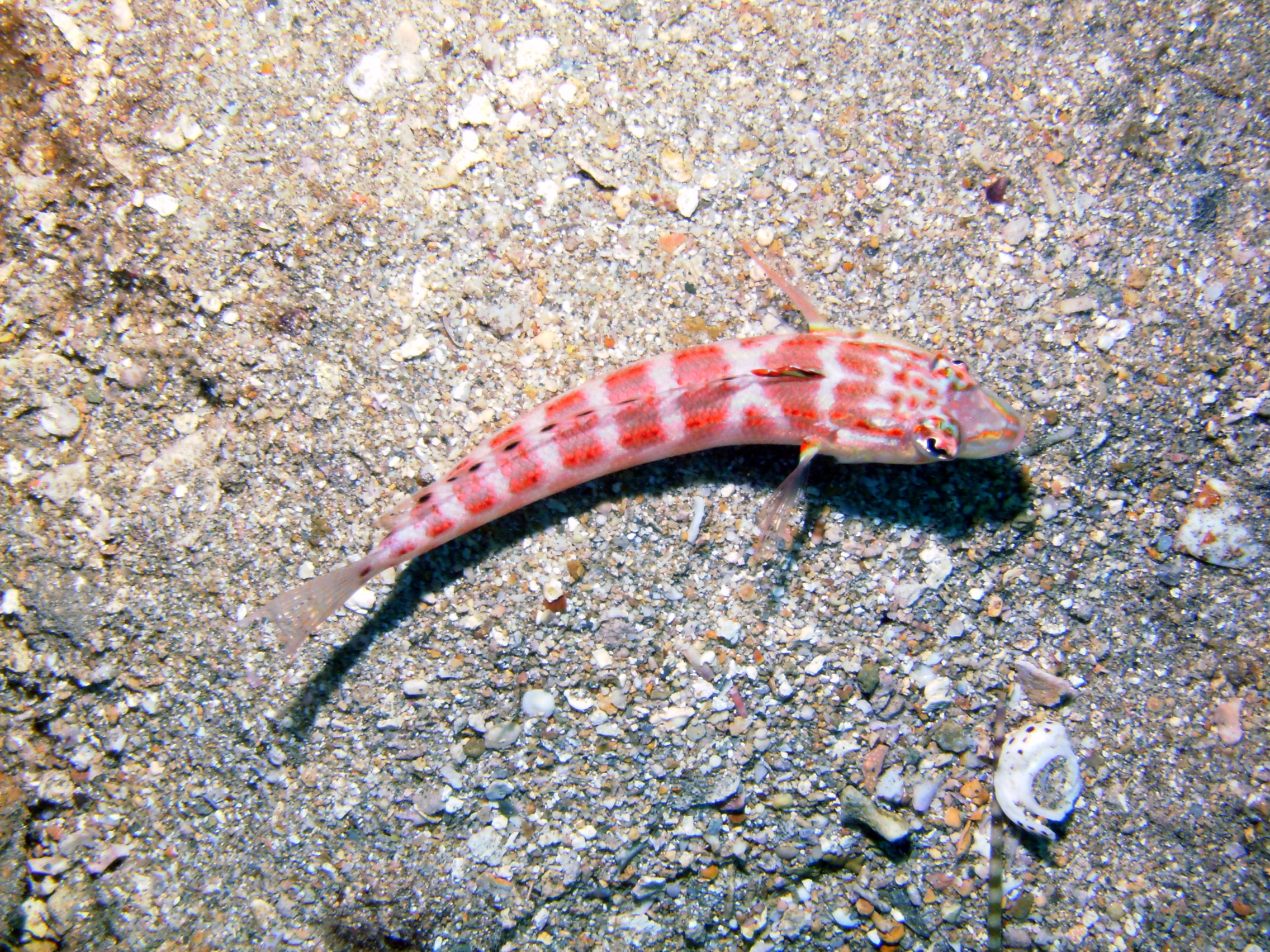
Synodus capricornis

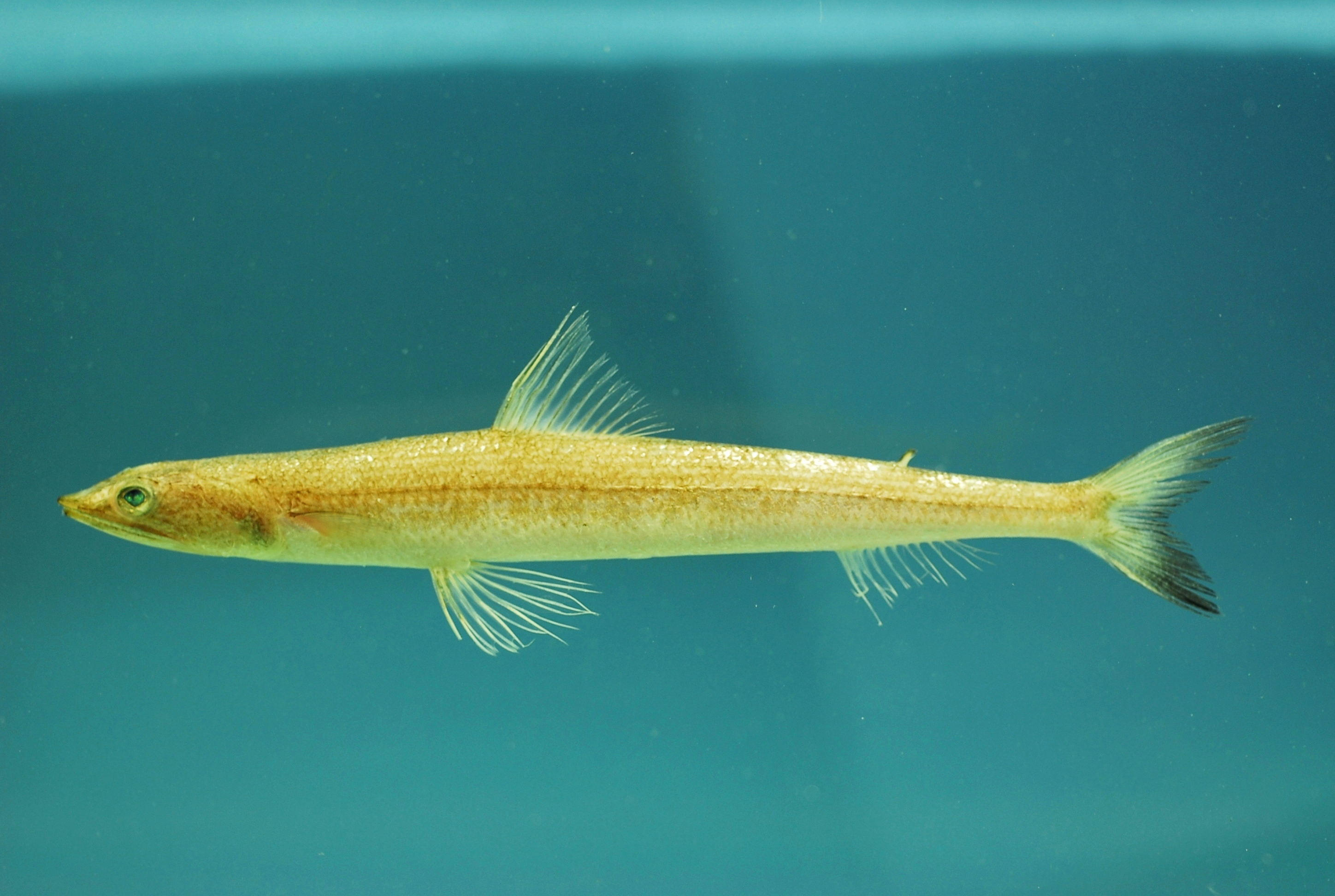
Synodus foetens

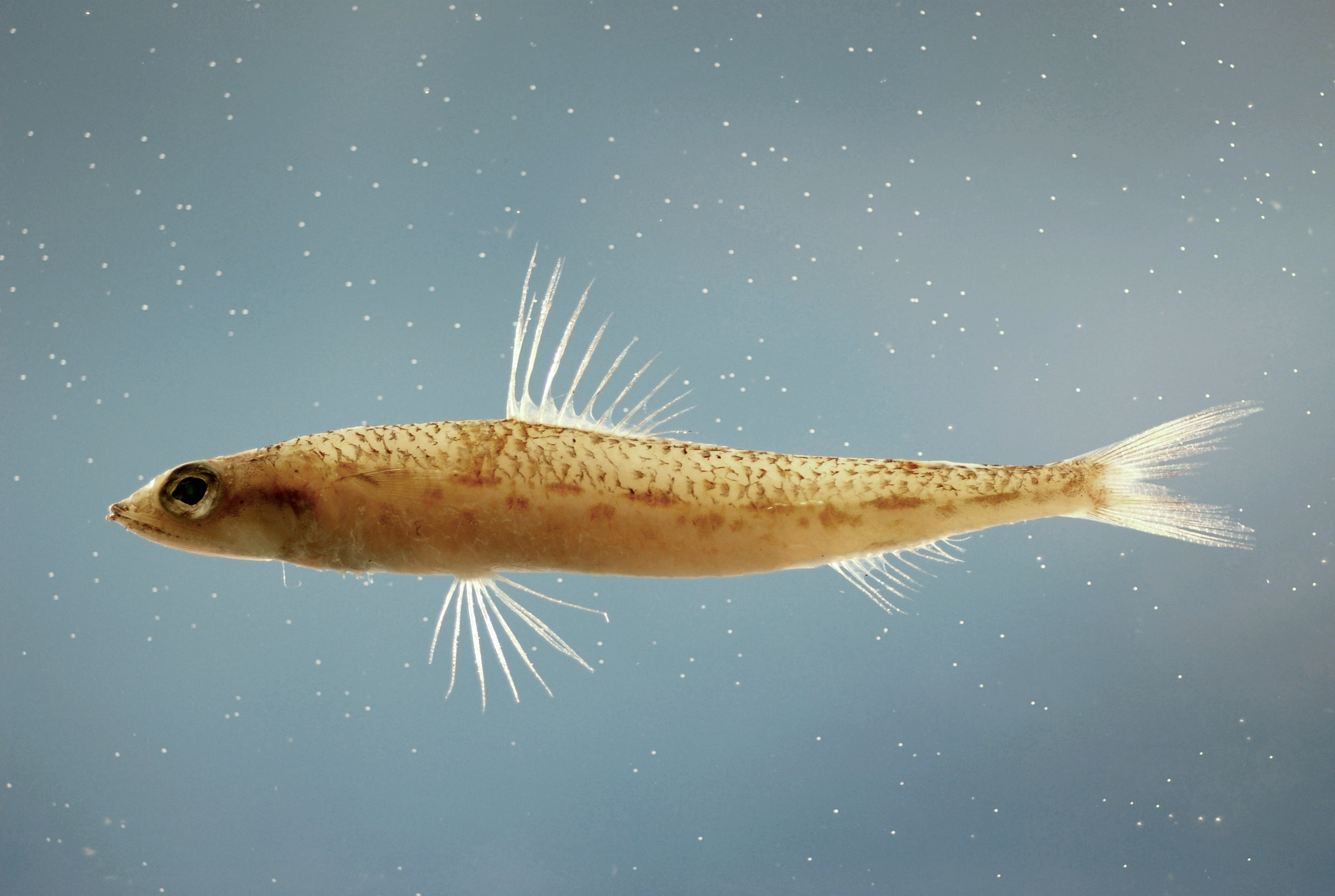
Synodus poeyi

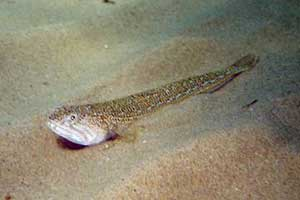
Synodus saurus

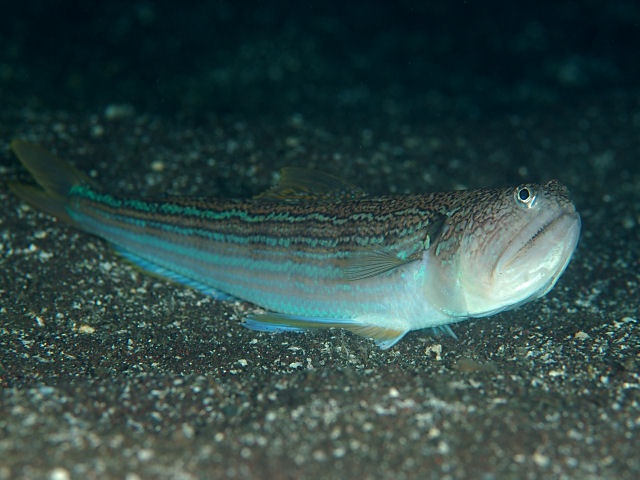
Trachinocephalus trachinus

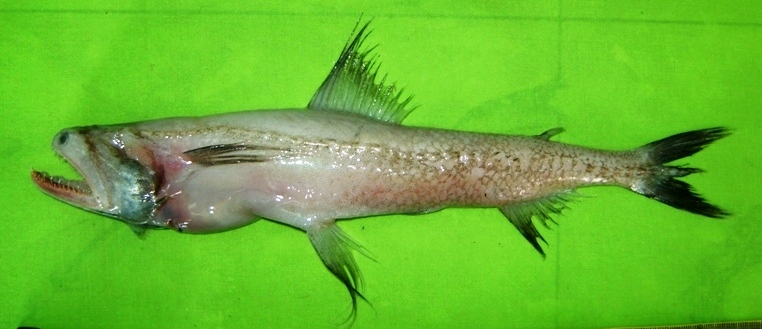
Harpadon nehereus

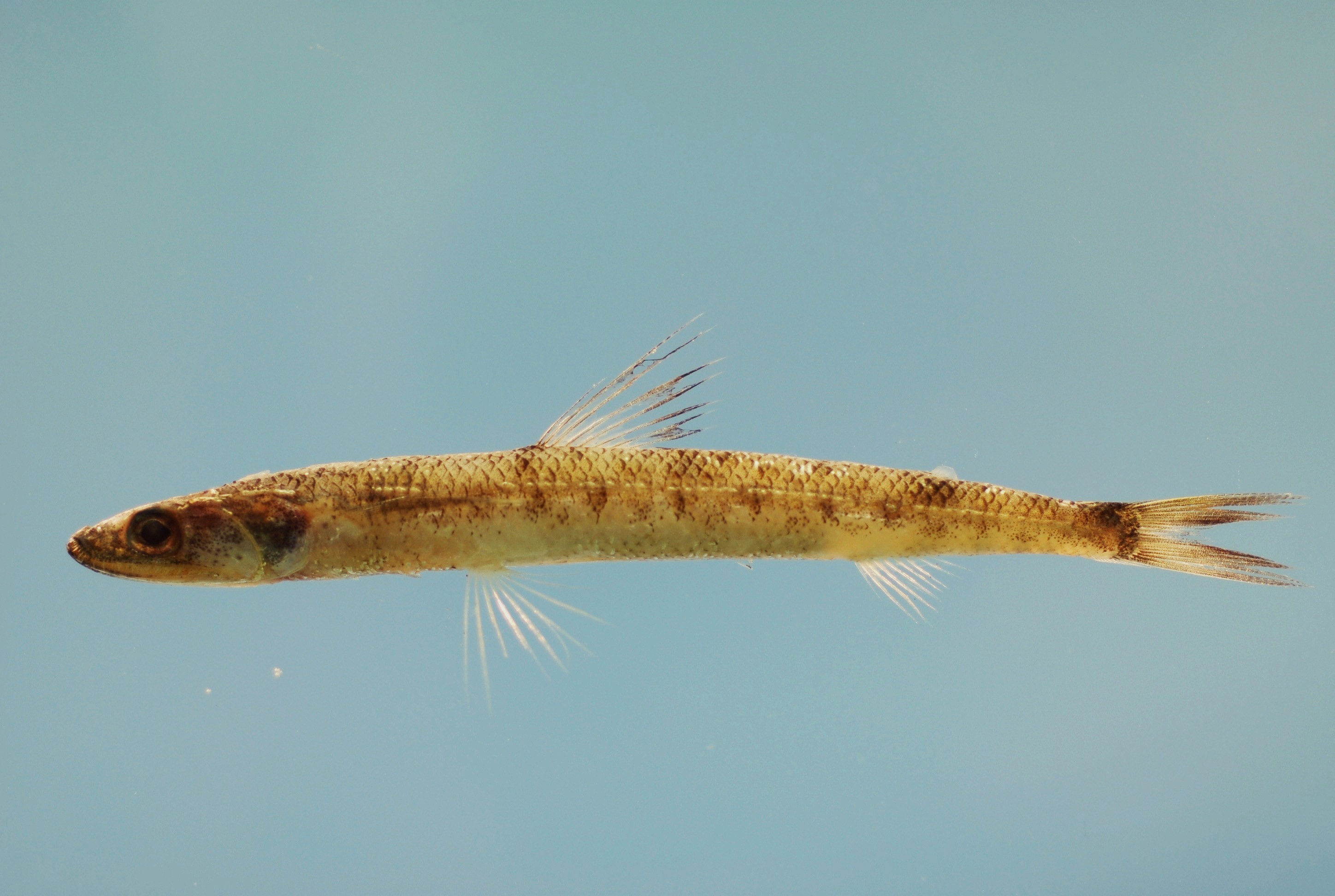
Saurida caribbaea

  - Бледно-лиловый ящероголов (Synodus similis)
  - Красная рыба-ящерица (Synodus synodus)
  - Synodus tectus
  - Ящероголов-ула (Synodus ulae)
  - Synodus usitatus
  - Красный ящероголов (Synodus variegatus)
- Род Тупорылые ящероголовы (Trachinocephalus)
  - Тупорылый ящероголов (Trachinocephalus myops)
- Род Бомбили (Harpadon)
  - Harpadon erythraeus
  - Японский бомбиль (Harpadon microchir)
  - Индоокеанский бомбиль (Harpadon nehereus)
  - Harpadon squamosus
  - Harpadon translucens
- Род Зауриды (Saurida)
  - Saurida argentea
  - Бразильская заурида (Saurida brasiliensis)
  - Карибская заурида (Saurida caribbaea)
  - Восточная заурида (Saurida elongata)
  - Saurida filamentosa
  - Saurida flamma
  - Грациозная заурида (Saurida gracilis)
  - Saurida grandisquamis
  - Saurida isarankurai
  - Длиннокрылая заурида (Saurida longimanus)
  - Saurida microlepis
  - Saurida micropectoralis
  - Saurida nebulosa
  - Заурида Нормана (Saurida normani)
  - Saurida pseudotumbil
  - Антильская заурида (Saurida suspicio)
  - Тумбиль (Saurida tumbil)
  - Saurida umeyoshii
  - Заурида-эсо (Saurida undosquamis)
  - Заурида-ваньесо (Saurida wanieso)